# Révolutions de Tunis
Pour les articles homonymes, voir Guerre de Succession.

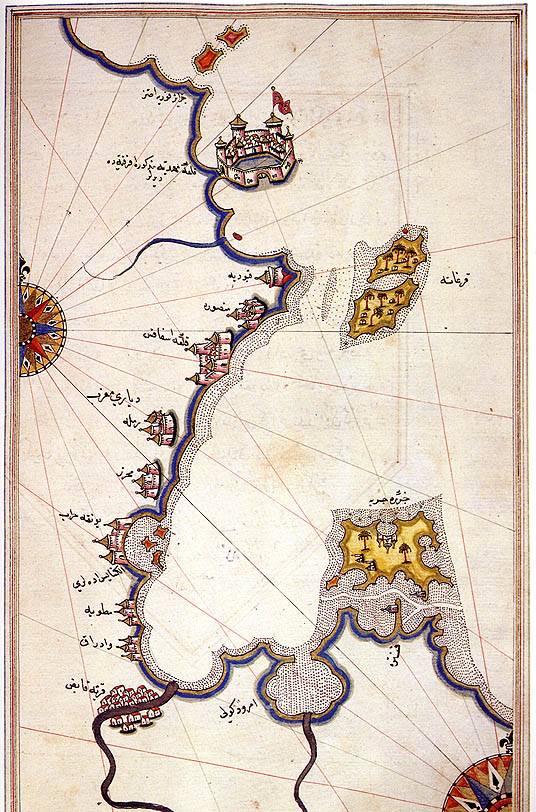
Carte maritime ottomane du XVIe siècle représentant la côte sud-est de la Tunisie.

Les Révolutions de Tunis ou la guerre de succession mouradite correspondent à une période de troubles et de guerres civiles touchant la régence de Tunis. Elle dure de la mort du souverain mouradite Mourad II Bey en 1675 à la prise de pouvoir du souverain husseinite Hussein Ier Bey en 1705. Les belligérants sont tour à tour Ali Bey El Mouradi et Mohamed Bey El Mouradi, fils de Mourad II Bey, le frère de celui-ci, Mohamed El Hafsi El Mouradi, pacha de Tunis, plusieurs deys de Tunis, la milice turque de Tunis et le dey d'Alger.
Les historiens s'accordent à dire que ces révolutions trouvent leur source dans la constante lutte de pouvoir entre la dynastie des Mouradites, qui tente de se détacher de la tutelle ottomane, et la milice turque de Tunis (avec à sa tête le diwan), qui remet en cause la primauté des beys et refuse de se soumettre à un régime de plus en plus monarchique. Chaque dey de Tunis se trouvant au milieu de la tourmente se place tantôt du côté de la milice s'il parvient à gagner la confiance du diwan, tantôt du côté des Mouradites ; ceux-ci tentent plus d'une fois de faire élire leur protégé par le diwan.

## Contexte

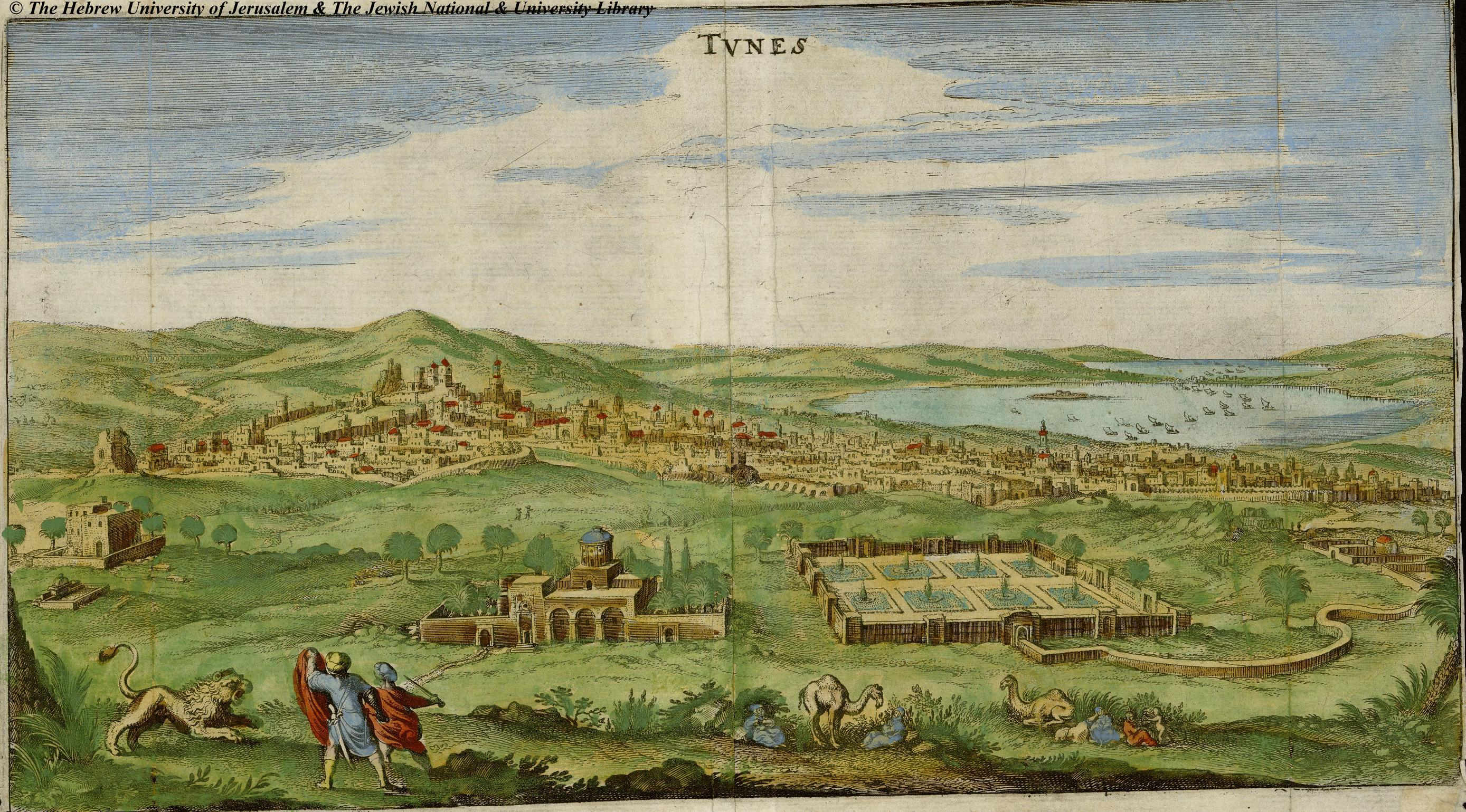
Représentation de Tunis au milieu du XVIIe siècle ; le jardin de Musallah Al Aidayn figure au premier plan.

La régence de Tunis, au lendemain de la conquête ottomane de 1574, est organisée de façon que le pouvoir des beys — mouradites pendant la période en question  — soit contrebalancé par le diwan de la milice turque qui élit le dey, véritable maître de facto du pays, puisque le pacha est cantonné dans un rôle purement honorifique. Ce système est mis à mal par Mourad II Bey, fils d'Hammouda Pacha Bey, qui l'a fait reconnaître de force comme bey de Tunis par le dey et par le diwan de la milice avant sa mort. Mourad II Bey multiplie les intrusions dans les prérogatives du diwan, comme l'élection du dey, ce qu'ont nettement évité de faire ses prédécesseurs qui respectaient une séparation des pouvoirs stabilisée après un siècle de présence ottomane à Tunis.
À la mort de Mourad II, en 1675, le diwan et le dey se débarrassent d'un maître devant lequel ils doivent plier et céder à toutes les demandes ; ils décident de ne plus permettre ce qu'il jugent être une usurpation de pouvoir par les beys mouradites.

## Succession de Mourad II Bey
Le nouveau bey en 1675, reconnu comme tel avant la mort de son père, est Mohamed Bey El Mouradi (aussi appelé Mhamed Bey). Cependant, quelques semaines après sa prise de fonction, il exile son oncle, Mohamed El Hafsi, que le diwan de la milice avait acquis à sa cause et élu dey pour l'imposer à son frère Mourad II et contrebalancer son pouvoir. En effet, protocolairement, il devient supérieur de son neveu et jouit du prestige d'être le propre fils d'Hammouda Pacha Bey, plus populaire que Mourad II.

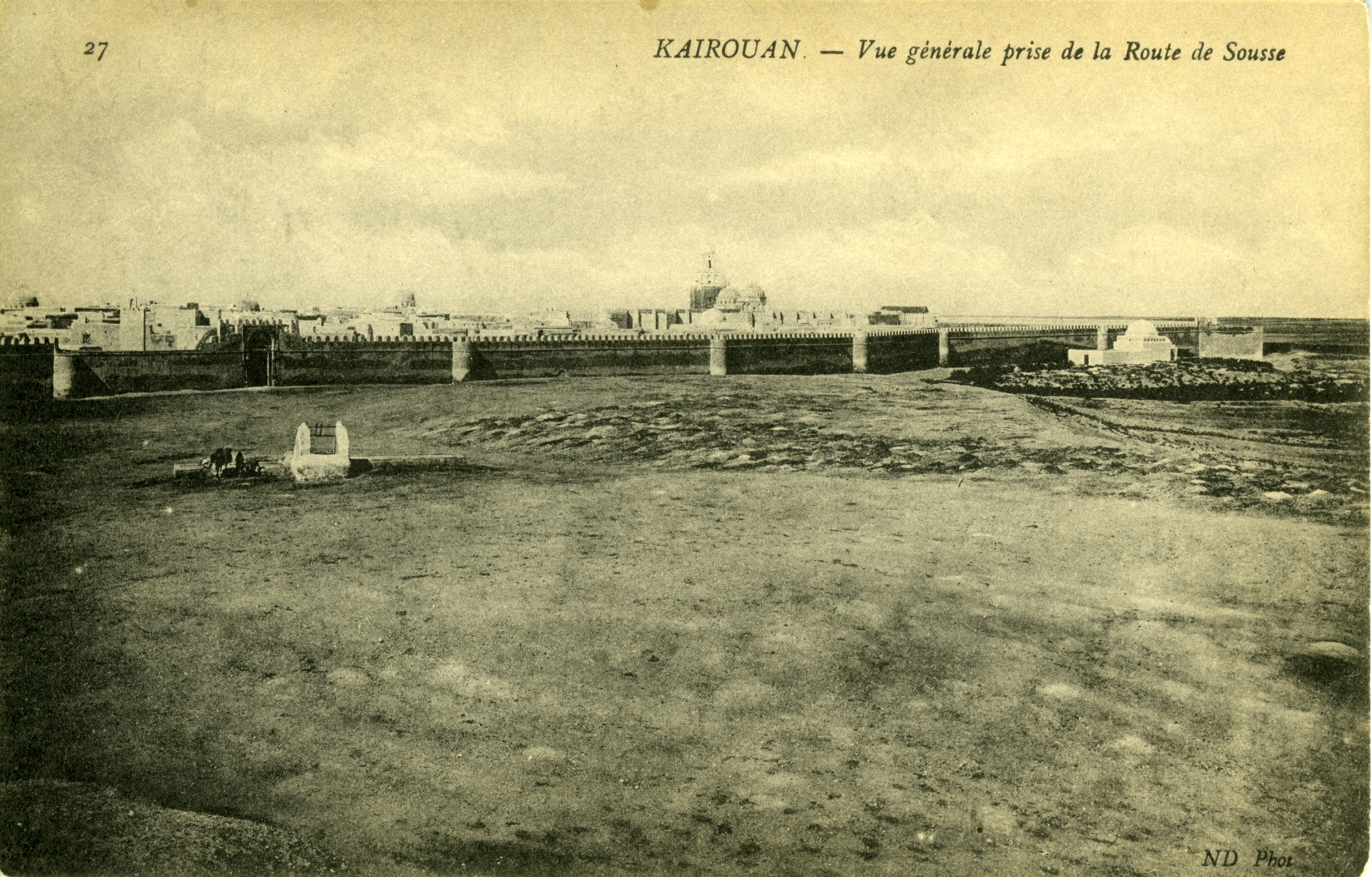
Vue des remparts de Kairouan où s'est réfugié Mohamed Bey El Mouradi en 1677.

Son frère Ali Bey, déçu par le partage du pouvoir, se réfugie chez le bey de Constantine ; il rassemble autour de lui les tribus du nord-ouest de la Tunisie auxquelles il promet or et argent. Mohamed Bey El Mouradi quitte Tunis avant l'arrivée des troupes d'Ali et se réfugie à Kairouan. Ali installe le siège devant la ville mais Mohamed répond à la provocation pour combattre son frère. La bataille d'El Kerima, qui a lieu dans la plaine du Fahs en 1677, est remportée par Ali. Il laisse les troupes assiéger Kairouan et rentre à Tunis pour se faire reconnaître bey à la place de son frère qui reste terré dans la ville sainte.
Mohamed El Hasfi Pacha rentre de son exil ottoman avec des troupes nouvellement recrutées et s'allie avec son neveu Mohamed Bey El Mouradi contre Ali Bey. Après une médiation du dey d'Alger, un pacte est signé le 10 décembre 1679 entre les trois princes mouradites ainsi que le diwan de la milice ; Ali reste bey de Tunis, son frère Mohamed devient caïd des sandjaks de l'intérieur du pays et Mohamed El Hafsi reste pacha de Tunis.

## Révolution de Mohamed El Hafsi Pacha
Le rôle purement honorifique et sans prérogative du pacha ne plaît pas à Mohamed El Hafsi ; celui-ci complote en secret avec son neveu Mohamed pour démettre le dey de Tunis, allié du bey Ali. Mais il échoue et se voit renvoyé une seconde fois en exil cette fois définitif à Istanbul. Une fois l'équilibre rompu, les deux frères Ali et Mohamed reprennent la lutte et se livrent des combats dans les montagnes du centre du pays. C'est alors que le diwan et la milice court-circuitent les deux frères et élisent leur propre dey, très populaire auprès de la caste turque, Ahmed Chelebi. Celui-ci nomme un nouveau bey, son mamelouk Mohamed Manyout. Les deux frères, réalisant qu'ils sont en train de perdre le pouvoir pour de bon, font une trève et s'unissent contre le dey et son nouveau bey. Ils obtiennent par ailleurs l'appui du dey d'Alger, Ahmed Khodja, qui craint une contagion de la révolution chez les soldats turcs d'Alger.
Tunis est prise en mai 1686 par les armées du dey d'Alger et mise à sac. Mohamed Bey soupçonne son frère de comploter avec les Algériens pour prendre le pouvoir après la conquête de Tunis. Il le fait donc assassiner et prend seul le pouvoir à Tunis. Mohamed Ben Cheker, commandant des tribus du nord-ouest ralliées aux Algériens, reste à Tunis afin surveiller le bey pour le compte du dey d'Alger. Mohamed Bey El Mouradi tente de rallier Ben Cheker en lui offrant sa fille en mariage mais il ne se fait pas d'illusion, car c'est le beylicat que Ben Cheker convoite. Ne trouvant pas d'appui à Tunis, la milice le méprisant en raison de sa compromission avec les beys mouradites, Ben Cheker sort de Tunis et se rallie aux forces du dey d'Alger qu'il ameute pour prendre Tunis. Après un long siège très douloureux pour la population, auquel s'ajoute la fuite de Mohamed Bey El Mouradi dans le Sud tunisien, Tunis tombe une seconde fois entre les mains du dey d'Alger, Chaabane Khodja, et de Ben Cheker le 12 novembre 1694.

## Reprise du pouvoir de Mohamed Bey El Mouradi
Cette fois, la population de Tunis est excédée par les exactions des Turcs d'Alger, et des tribus de Ben Cheker qui, pendant trois ans, pillent et spolient les marchands de Tunis. Sa colère étant entretenue par les agents de Mohamed Bey El Mouradi, elle se soulève contre leur autorité avec, à sa tête, la milice turco-tunisienne. Mohamed Bey, avec l'aide de renforts ottomans et de certains autres régiments issus des tribus, en profite pour attaquer Ben Cheker privé de ses alliés algériens. Le combat a lieu sous les murs de Kairouan le 1er mai 1695 ; les troupes de Ben Cheker sont taillées en pièces et celui-ci s'enfuit chez le sultan marocain Moulay Ismaïl. Dès que Mohamed Bey El Mouradi se présente devant Tunis pendant le mois de ramadan, la population lui ouvre les portes de Tunis et l'acclame lorsqu'il traverse la ville pour être reconnu bey le 5 mai 1695. Le dey de Tunis, abandonné par le dey d'Alger Chaabane Khodja, se réfugie dans la citadelle de la kasbah mais se trouve lynché par la population par vengeance des crimes commis durant sa magistrature.
Mohamed Bey El Mouradi pacifie le reste du pays et termine les multiples travaux de reconstruction de Tunis, en partie abîmée par les deux sièges. Il meurt en 1696 et ses enfants, jugés trop jeunes par le diwan pour régner, sont écartés du beylicat. Romdhane, dernier fils de Mourad II Bey et piètre lieutenant de son frère Mohamed Bey, est reconnu comme bey.

## Révolution de Mourad III Bey

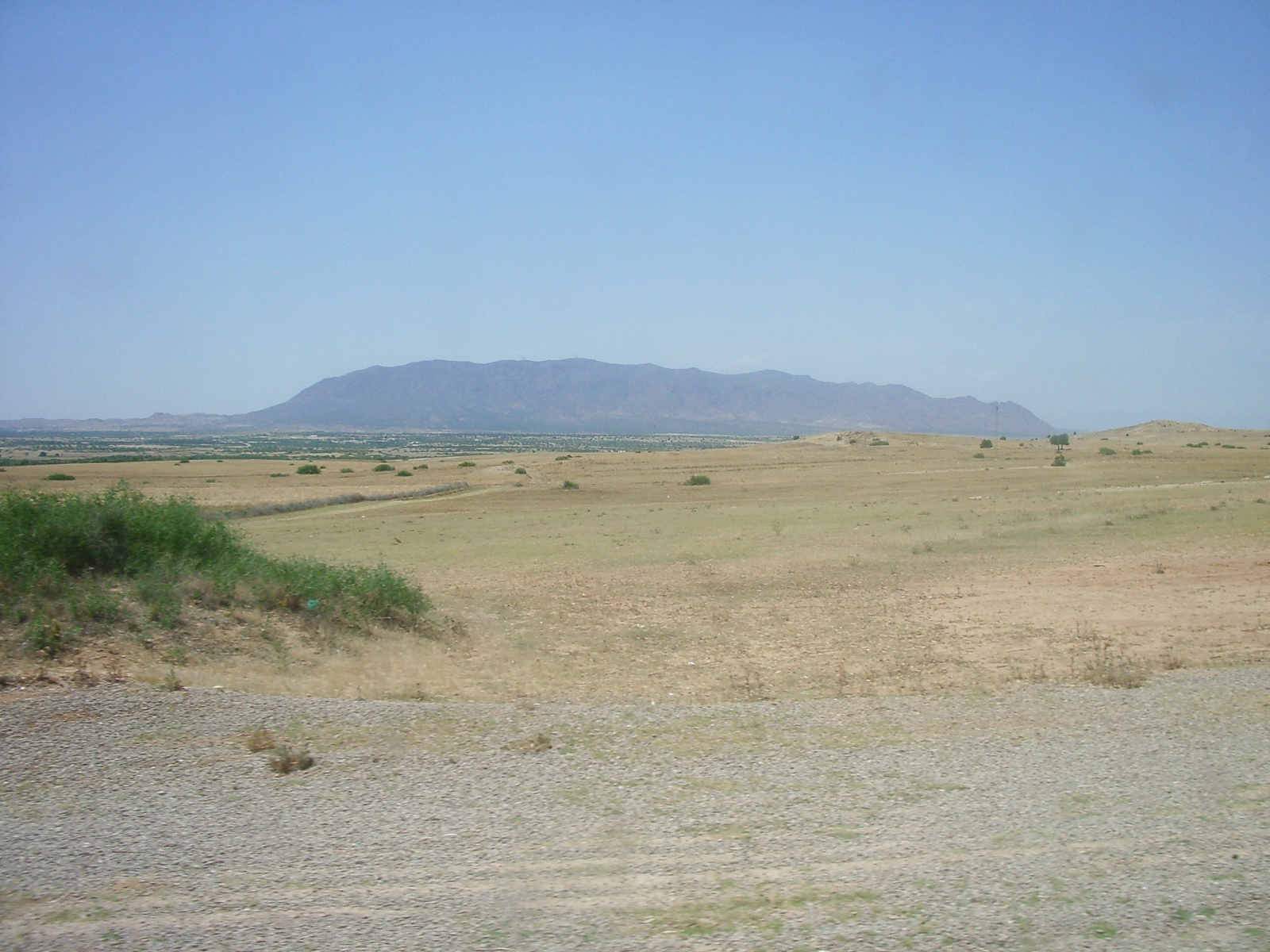
Silhouette du Djebel Ousselat vu de la plaine du Sahel, lieu de refuge de Mourad III Bey.

Incapable de régner, Romdhane Bey charge Madhoul, son mamelouk et musicien florentin, des affaires de la régence. Le mécontentement commence à poindre chez la population et la milice, du fait de la mauvaise gestion du Florentin. Celui-ci dirige les soupçons du bey contre son neveu Mourad qui est convoqué à Dar El Bey et accusé de complot et de sédition. Romdhane Bey le condamne à avoir les yeux crevés mais Mourad s'échappe à temps et se réfugie dans le Djebel Ousselat pour fomenter une révolte contre son oncle. Les garnisons turques du centre du pays et du littoral prennent le parti de Mourad qui rassemble aussi quelques tribus de cavaliers arabes. Romdhane Bey prend alors peur et tente de s'enfuir mais, rattrapé par les bourreaux de son neveu, est décapité en 1699.
Mourad III Bey rentre alors à Tunis et se voit proclamé comme bey à l'âge de 18 ans. Montrant son côté violent et sanguinaire, il fait assassiner sauvagement tous les anciens soutiens de son oncle et en profite pour faire éliminer les comploteurs à la solde du dey d'Alger qui tente de profiter du désordre pour s'emparer une nouvelle fois de Tunis. Mourad III Bey, rassemble le diwan et celui-ci, heureux de se venger des incursions du voisin algérien, déclare la guerre à la régence d'Alger. Mourad III pénètre jusqu'à Constantine avec un puissant contingent de la milice de Tunis et un détachement de ses alliés de la milice de Tripoli sous les ordres de Khelil Bey ; le dey d'Alger, Ali Khodja, est défait sous les murs de la ville en 1698. Le diwan d'Alger, prenant peur, rassemble toutes ses forces et contre-attaque, forçant Mourad III Bey à abandonner le siège et à se retirer dans ses territoires.

## Coup d'État d'Ibrahim Cherif
Mourad III Bey reprend les hostilités avec le dey d'Alger et le bey de Constantine trois ans plus tard. Il envoie Ibrahim Cherif, agha des janissaires de Tunis, recruter des troupes à Istanbul. Celui-ci y reçoit l'ordre de faire cesser les hostilités entre Tunis et Alger d'une quelconque façon. Mais, les navires chargés de recrues anatoliennes à peine arrivées à Porto Farina, Mourad III Bey les emmènent vers la frontière tuniso-algérienne en 1702. Ibrahim Cherif complote alors contre lui avec les autres lieutenants de Mourad II Bey dont l'agha des spahis (commandant de la cavalerie), le futur Hussein Ier Bey.

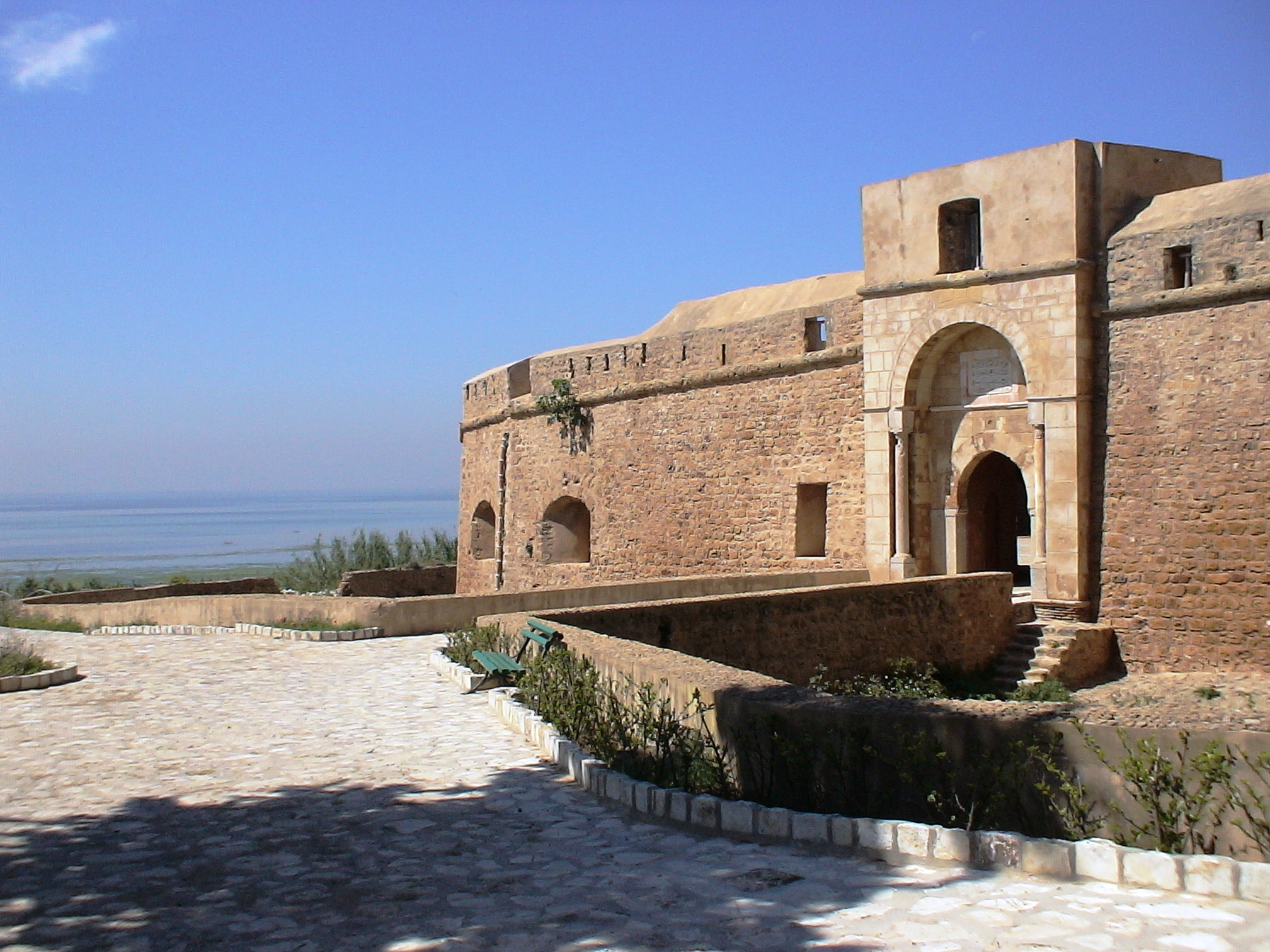
Fort de Porto Farina où finit l'aventure d'Ibrahim Cherif assassiné par les agents d'Hussein Bey Ben Ali.

Mourad III Bey est assassiné sur les bords de l'oued Zarga le 8 juin 1702 ; Ibrahim Cherif monte avec lui dans son carrosse qui devait partir vers Constantine et décharge son tromblon sur le bey qui sort ensanglanté et se voit vite entouré par tous les autres officiers ; ils l'immobilisent tandis que l'un d'eux le décapite d'un coup de sabre.
Ibrahim fait rechercher et assassiner tous les autres princes dont Hassan, le frère de Mourad III, et ses cousins ainsi que son fils de quatre ans. Il rentre à Tunis avec l'armée pour annoncer à la population stupéfaite et sous le choc la fin du règne des Mouradites, qui avait dirigé la régence durant un siècle. Il se fait reconnaître comme bey de Tunis mais, ne pouvant s'accommoder d'un autre pouvoir que le sien, se fait élire dey et annonce la déchéance du titre et de la fonction.
Ibrahim Cherif devient vite impopulaire chez les Turcs à cause des massacres contre la famille mouradite et surtout à cause du cumul de ses fonctions. La faiblesse de son pouvoir attise la convoitise du dey d'Alger, avide de revanches, et les Tripolitains, qui lorgnent sur l'île de Djerba qui leur avait été enlevée cinquante ans plus tôt. Ibrahim Cherif combat avec succès dans le sud du pays contre le bey de Tripoli, mais il est défait par le dey d'Alger près du Kef le 10 juillet 1705. Capturé, il est emmené à Alger. Quelques jours plus tard, l'agha des spahis revient à Tunis avec les débris de l'armée d'Ibrahim Cherif. Cet agha, ancien khaznadar ou ministre des finances de Mourad III, est le fils du gouverneur du Kef, Ali El Turki.
Il parvient à se faire reconnaître bey par le diwan de Tunis le 15 juillet 1705 et inaugure la nouvelle dynastie beylicale des Husseinites sous le nom de Hussein Ier Bey Ben Ali Turki.